# آکریل‌آمید
آکریل آمید (به انگلیسی: Acrylamide) یک ترکیب شیمیایی با فرمول C3H5NO است. ماده ای سفید رنگ، بلوری جامد و بی بوست که در آب و اتانول و اتر و کلروفرم حل می‌شود. آکریل آمید در پیش اسیدها، بازها، عامل‌های اکساینده، آهن و نمک‌های آهن، تجزیه می‌شود. بی گرمایش به آمونیاک تجزیه می‌شود و با گرمایش به منو اکسید کربن، دی‌اکسید کربن و اکسیدهای نیتروژن تجزیه می‌شود.
آکریل آمید را می‌توان از آبکافت اکریلونیتریل با نیتریل هیدراتاز آماده کرد.
در صنعت برای تولید مواد پلی‌اکریل‌آمید بکار می‌رود (۲). پلی‌اکریل‌آمید یکی از مواد پاک‌کننده ای است که برای تسهیل تصفیه آب آشامیدنی و حذف مواد زاید آن بکار می‌رود (۲). از پلی آکریلامید در تهیه چسب، کاغذ، پلاستیک‌ها و مواد آرایشی نیز استفاده می‌شود (۲، ۳). مواد پلی آکریلامید دارای مقدار بسیار کمی از آکریلامید هستند (۲). آکریلامید در دود سیگار نیز وجود دارد و استعمال سیگار به‌طور قابل توجهی باعث مواجهه با آکریلامید می‌شود.

## اثرات آکریلامید بر سلامتی
این ترکیب یک ماده اسیدی سرطان‌زا به‌شمار می‌آید و از حرارت دیدن کربوهیدرات‌ها ایجاد می‌شود. آکریلامید در نان برشته، چیپس، ته‌دیگ و سوسیس برشته وجود دارد.
تا پیش از سال ۲۰۰۲، تصور می‌شد که مواجهه با آکریلامید عمدتاً از طریق مواجهه شغلی و نیز مصرف سیگار و تا حد کمتری از طریق مصرف آب و استفاده از وسایل آرایشی صورت می‌گیرد. اگرچه احتمالاً آکریلامید همیشه در غذاهای پخته وجود داشته‌است ولی در سال ۲۰۰۲، در مطالعات انجام شده در سوئد برای اولین بار وجود مقادیر نسبتاً زیاد آکریلامید در غذاهای غنی از کربوهیدرات مانند سیب‌زمینی و محصولات غلات که در درجه حرارت‌های بسیار بالا (بالاتر از ۱۲۰ درجه سانتی گراد) پخته یا سرخ می‌شوند، مشاهده شد. این یافته از اهمیت زیادی برخوردار بود، به ویژه این که غلظت آکریلامید در غذاها به‌طور قابل توجهی بیشتر از سایر مواد سرطان‌زای شناخته شده موجود در غذاها مانند هیدروکربن‌های آروماتیک پلی‌سیکلیک و اتیل کربامات است. بیشترین غلظت آکریلامید در چیپس سیب‌زمینی و سیب‌زمینی سرخ کرده مشاهده شده‌است ولی در غذاهای دیگر نیز وجود دارد. آکریلامید در بسیاری از غذاها اعم از غذاهای تهیه شده به‌طور صنعتی، در مراکز تهیه غذا و در منزل وجود دارد. آکریلامید هم در غذاهای اصلی مانند نان و سیب‌زمینی و هم در محصولات خاصی مانند چیپس، بیسکوئیت و قهوه می‌تواند وجود داشته باشد.
در مورد اثر آکریلامید بر سلامت عمومی ابهامات زیادی وجود دارد. مواجهه شغلی با مقادیر بسیار زیاد آکریلامید باعث تخریب عصبی افراد شده‌است. در مطالعات مشاهده شده‌است که آکریلامید در دوزهای بالا می‌تواند در حیوانات ایجاد سرطان کند. به همین دلیل محققان پیشنهاد می‌کنند که ممکن است آکریلامید در انسان‌ها نیز سرطان‌زا باشد.
مکانیسم سرطان‌زایی آکریلامید در حیوانات آزمایشگاهی و انسان به خوبی مشخص نیست. در مطالعات حیوانی ارتباط مستقیم وابسته به دوز بین مواجهه با آکریلامید و سرطان در اندام‌های مختلف موش‌ها مشاهده شده‌است. در یک مطالعه بر روی افراد میانسال مشاهده شد که مصرف متوسط روزانه ۸/۴ میکروگرم آکریلامید در مقایسه با مصرف متوسط روزانه ۵/۹ میکروگرم آکریلامید از طریق مواد غذایی، خطر ابتلا به سرطان سلولی کلیه را افزایش می‌دهد. به دلیل این که مولکول آکریلامید، کوچک و آب‌دوست است، می‌تواند در بدن به‌طور غیرفعال انتشار یابد. به همین دلیل به‌طور تئوری تمام بافت‌ها می‌توانند در معرض سرطان‌زایی آکریلامید قرار بگیرند.
در مطالعه دیگری در زنان و مردان بزرگسال مشاهده شد که مصرف روزانه ۱۶۰ گرم چیپس، حاوی ۱۵۷ میلی‌گرم آکریلامید، به مدت ۴ هفته، باعث افزایش معنی‌دار LDL اکسید شده، اینترلوکین ۶ با حساسیت بالا، پروتئین واکنشی C با حساسیت بالا و گاماگلوتامیل ترانسفراز و افزایش معنی دار تولید گونه‌های فعال اکسیژن توسط مونوسیت‌ها، لنفوسیت‌ها و گرانولوسیت‌ها شد؛ بنابراین مصرف طولانی مدت محصولات حاوی آکریلامید ممکن است به وجود آورنده حالت التهابی باشد که عامل خطری برای آترواسکلروز است.